# Colladonus olus
Colladonus olus är en insektsart som beskrevs av Nielson 1962. Colladonus olus ingår i släktet Colladonus och familjen dvärgstritar. Inga underarter finns listade i Catalogue of Life.